# Harmadik nem
A harmadik nem egy olyan fogalom, amelyben az egyéneket akár önmagukban, akár a társadalomban nem férfiként vagy nőként sorolják be. Ez egy olyan társadalmi kategória is, amely a három vagy több nemet elismerő társadalmakban jelen van. A harmadik kifejezést általában „más”-ként értik, bár egyes antropológusok és szociológusok leírták a negyedik és az ötödik nemet.
Azt az állapotot, amikor a társadalom személyesen férfiként, nőként vagy másként azonosítja magát, illetve azt, hogy a társadalom úgy azonosítja, általában az egyén nemi identitása és nemi szerepe is meghatározza az adott kultúrában, amelyben él.
A legtöbb kultúra nemi binárist használ, amelynek két neme van (fiúk/férfiak és lányok/nők). A harmadik vagy negyedik nemű kultúrákban ezek a nemek nagyon különböző dolgokat képviselhetnek. A bennszülött hawaiiak és tahitiak számára a Mahū egy köztes állapot férfi és nő között, amelyet "gender liminalitásként" ismernek. Néhány hagyományos Diné amerikai indián az Egyesült Államok délnyugati részén négy nemet ismer el: nőies nő, férfias nő, nőies férfi és férfias férfi. A „harmadik nem” kifejezést a dél-ázsiai hidzsrák, a polinéziai fa'afafine, valamint a balkáni esküdt szüzek leírására is használták. A harmadik nemet elismerő kultúra önmagában nem jelenti azt, hogy az adott kultúra értékelte őket, és gyakran a nők kifejezett leértékelődésének eredménye ebben a kultúrában.
Bár számos nem nyugati kultúrában megtalálható, a „harmadik”, „negyedik” és „ötödik” nemi szerep fogalma még mindig némileg újdonság a nyugati kultúra és fogalmi gondolkodás főáramában. A koncepciót nagy valószínűséggel a modern LMBT vagy queer szubkultúrák magáévá teszik. Míg a nyugati tudósok többsége – nevezetesen az antropológusok, akik megpróbáltak írni a dél-ázsiai hidzsrákról vagy az indián „gender variánsról” és a kétszellemű emberekről. – gyakran igyekeztek megérteni a „harmadik nem” kifejezést kizárólag a modern LMBT közösség nyelvén, más tudósok – különösen a bennszülött tudósok – hangsúlyozzák, hogy a mainstream tudósok kulturális megértésének és kontextusának hiánya az emberek széles körben elterjedt félrevezetéséhez vezetett. hely a harmadik nemi kategóriában, valamint a szóban forgó kultúrák félrevezetése, beleértve azt is, hogy ez a fogalom egyáltalán vonatkozik-e ezekre a kultúrákra.

## Szex és nem
Legalább az 1970-es évek óta az antropológusok olyan nemi kategóriákat írtak le bizonyos kultúrákban, amelyeket nem tudtak megfelelően megmagyarázni a két nemre vonatkozó keretrendszer segítségével. Ugyanakkor a feministák elkezdtek különbséget tenni a (biológiai) nem között. és (szociális/pszichológiai) nem.
Michael G. Peletz antropológus úgy véli, hogy a különböző nemekről alkotott elképzeléseink (beleértve a harmadik nemhez való viszonyulást is) mélyen befolyásolják életünket, és tükrözik a társadalom értékeit. Peletz „Nem, szexualitás és testpolitika a modern ázsiában” című könyvében a következőket írja le:
Számunkra a „nem” kifejezés olyan kulturális kategóriákat, szimbólumokat, jelentéseket, gyakorlatokat és intézményesített berendezkedéseket jelöl, amelyek a jelenségek legalább öt halmazára vonatkoznak: a nők és a nőiesség; férfiak és férfiasság;  Androgének, akik külsejükben részben férfi, részben női megjelenésűek vagy meghatározatlan neműek, valamint interszexuális egyedek, más néven hermafroditák, akik bizonyos fokig egyaránt rendelkezhetnek férfi és női nemi szervekkel vagy jellemzőkkel; transzneműek, akik olyan gyakorlatokat folytatnak, amelyek áthágják vagy átlépik a normatív határokat, és így definíció szerint "transzgresszíven nemek"; és ivartalanított vagy ivartalan/nem ivaros egyedek, például sekhetek.

### Transzneműek és a harmadik nem
A nemet a különböző kultúrákban eltérően ismerik fel és szervezik meg. Egyes nem nyugati kultúrákban a nemet nem tekintik binárisnak, vagy az embereket úgy tekinthetik, mint akik képesek szabadon keresztezni a férfi és a nő között, vagy olyan állapotban létezni, amely a kettő között van, vagy egyik sem. Egyes kultúrákban a harmadik nemi hovatartozás azzal az ajándékkal hozható összefüggésbe, hogy közvetíteni lehet a szellemek világa és az emberek világa között. Az ilyen spirituális meggyőződésekkel rendelkező kultúrák esetében ez általában pozitív dolog, bár néhány harmadik nem embereket boszorkánysággal is vádoltak és üldöztek. A legtöbb nyugati kultúrában azokat az embereket, akik nem feleltek meg a heteronormatív eszméknek, gyakran betegnek, rendezetlennek vagy elégtelennek tekintették. 2013-tól azonban a mentális zavarok diagnosztikai és statisztikai kézikönyvét használó országokban élő személyek, akiket transzneműnek minősítettek, a kézikönyv frissítése miatt már nem fordulhatnak elő. Ehelyett új diagnózist jelentettek be, gender dysphoria néven. Ez az új diagnózis inkább rávilágít arra, hogy egy transznemű személy milyen szenvedést tapasztalhat, semmint betegnek vagy rendezetlennek bélyegzi azokat az egyéneket, akik egy harmadik nemmel azonosulnak.
A hawaii őslakos māhú-t úgy tekintik, mint amely egy köztes állapotot testesít meg férfi és nő között, amelyet "gender liminalitásnak" neveznek. Néhány hagyományos Dineh az Egyesült Államok délnyugati részén négy nemet ismer fel: nőies nő, férfias nő, nőies férfi, férfias férfi. A „harmadik nem” kifejezést a dél-ázsiai hidzsrák leírására is használták, akik jogi személyazonosságot nyertek, a polinéziai faafafint és az albán esküdt szüzeket.
Egyes afrikai bennszülött közösségekben [homályos] egy nő „női férjnek” tekinthető, aki a férfiak minden kiváltságát élvezi, és annak is elismerik, de női mivoltát, bár nem ismerik el nyíltan, nem felejtik el.
A dél-ázsiai hidzsrák a harmadik nemű emberek egyik legelismertebb csoportja. Egyes nyugati kommentátorok (Hines és Sanger) elmélete szerint ez a hindu reinkarnációba vetett hit eredménye lehet, amelyben a nem, a nem, sőt a fajok is életről életre változhatnak, ami talán lehetővé teszi a gördülékenyebb értelmezést. Vannak más kultúrák is, amelyekben a harmadik nemet a lét köztes állapotának tekintik, nem pedig az egyik hagyományos nemből a másikba való mozgásnak.
Ingrid M. Sell egy olyan amerikai egyesült államokbeli, magukat harmadik neműnek gondoló emberekkel végzett tanulmány során megállapította, hogy 5 éves koruktól jellemzően másnak érezték magukat. Mind a kortárs, mind a szülői nyomás miatt a legkétértelműbb külsővel felnövőknek volt a legzűrösebb gyermekkoruk és későbbi életük nehézségei. Sell hasonlóságokat is felfedezett a keleti és a nyugati harmadik nemek között. A megkérdezettek közel fele gyógyító vagy orvosi szakmában dolgozott. Sokan közülük, ismét keleti társaikhoz hasonlóan, művésziek voltak, többen művészi képességeikből tudtak megélni. A férfiak és nők közötti közvetítés képessége általános készség volt, és gyakran azt hitték, hogy a harmadik nemek szokatlanul széles perspektívával rendelkeznek, és képesek mindkét fél megértésére. Sell tanulmányának figyelemre méltó eredménye, hogy a megkérdezett harmadik nemek 93%-a – ismét keleti társaikhoz hasonlóan – „paranormális” típusú képességekről számolt be.

### A harmadik nem és a feminizmus
A Wilhelmine Németországban a drittes Geschlecht ("harmadik nem") és Mannweib ("férfi-nő") kifejezéseket a feministák leírására is használták – mind ellenfeleik, mind pedig néha maguk a feministák. Ernst von Wolzogen 1899-es Das dritte Geschlecht (A harmadik nem) című regényében a feministák "ivartalanokként" szerepelnek, külső női jellemzőkkel, megnyomorított férfi pszichével.

## Jogi elismerés
Számos ország fogadott el törvényeket a nem bináris nemi identitások befogadására. 2019-től Kalifornia állam és az Egyesült Államok nem bináris rendszere lehetővé tette az egyének számára a nemi kategóriát a vezetői engedélyben, a születési anyakönyvi kivonatban és a személyi igazolványban; mindez a kaliforniai nemek elismeréséről szóló törvény (SB 179) elfogadásával vált lehetővé.

## Fordítás
Ez a szócikk részben vagy egészben  a   Third gender című angol Wikipédia-szócikk fordításán alapul.  Az eredeti cikk szerkesztőit annak laptörténete sorolja fel. Ez a jelzés csupán a megfogalmazás eredetét és a szerzői jogokat jelzi, nem szolgál a cikkben szereplő információk forrásmegjelöléseként.